# Тейваз

Тейваз

Тейваз (англ. Teywaz) — сімнадцята руна германського Старшого (першого) Футарка. Відповідає кириличній літері T (або латиничній T). Перша руна третьої Аети, Аети Тіра (Тюра) — бога закону. Назва руни означає «бог» або «володар» і відповідає самому богу Тіру.
Пряме примордіальне значення: честь, правосуддя, лідерство і влада. Аналіз, раціональність. Знання про те, де знаходиться істинна сила. Готовність до самопожертви. Перемога й успіх в будь-яких змаганнях або в юридичних питаннях.
Протилежне до нього примордіальне значення: енергія та творчий потік заблоковані. Розумовий параліч, завелика легковірність, завелика жертовність, несправедливість, нестійкість. Боротьба, війна, конфлікт, відмова або невдачі в змаганнях. Знесилена пристрасть, труднощі в зв'язках і, можливо, роз'єднання.

## Нацистська символіка
Руна «Тейваз» використовувалася за часів Третього Рейху у штурмових загонах. Зокрема його використовували в імперській школі керівництва СА (нім. SA-Reichs-Führer-schule) розташованої у Мюнхені. Особовий склад школи носив петлиці з зображенням руни «Тейваз», курсанти на обох петлицях, а постійні працівники на правій (на лівій петлиці було позначено звання). Руна розташовувалася на петлиці горизонтально, кутом від краю коміра. Петлиці червоного кольору з білою окантовкою, руна чорного кольору, також з білою окантовкою. Також випускники та викладачі школи носили на лівому рукаві вертикально розташовану руну чорного кольору з білою окантовкою. Треба зауважити, що до 1934 року імперська школа керівництва СА, підготовлювала також офіцерські кадри СС.
Ця руна була елементом нагороди за спортивні досягнення серед членів «Гітлер'югенд».
«Тейваз» був також емблемою Головного управління СС (нім. SS-Hauptamt), службовці цього підрозділу СС, носили на рукаві чорні шеврони у формі ромба, на яких була зображена руна білого кольору. Також ця руна була емблемою 32-ї добровольчої гренадерської дивізії СС «30 січня» створеної наприкінці Другої світової війни (1945 рік) з учнів та викладачів навчальних закладів СС. Також руну ставили на надгробках померлих ССовців замість християнського хресту.
У 1997 році була заснована націонал-соціалістична організація «Північний рух опору» яка ставить за ціль створення єдиної північноєвропейської націонал-соціалістичної держави з сучасних Швеції, Фінляндії, Данії, Норвегії, країн Прибалтики та Ісландії. Емблемою організації є руна «Тейваз».

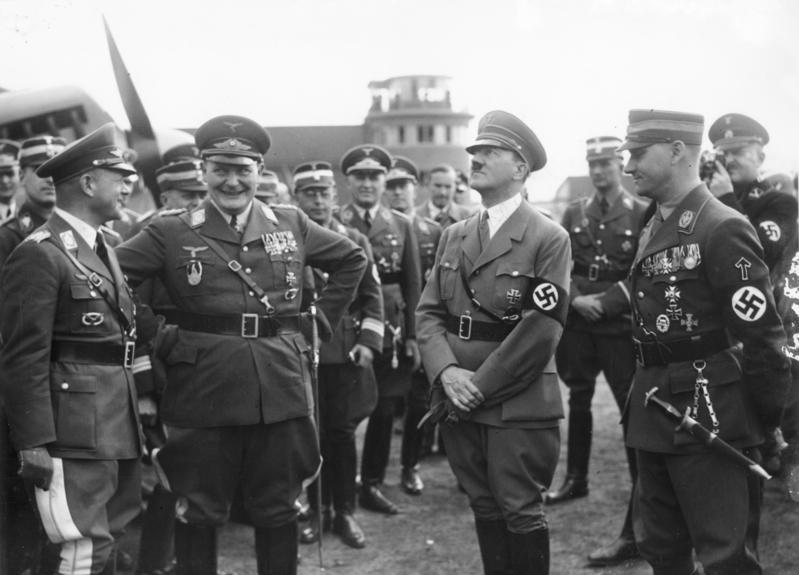
Начальник штабу СА Віктор Лютце (праворуч на світлині) з руною на рукаві
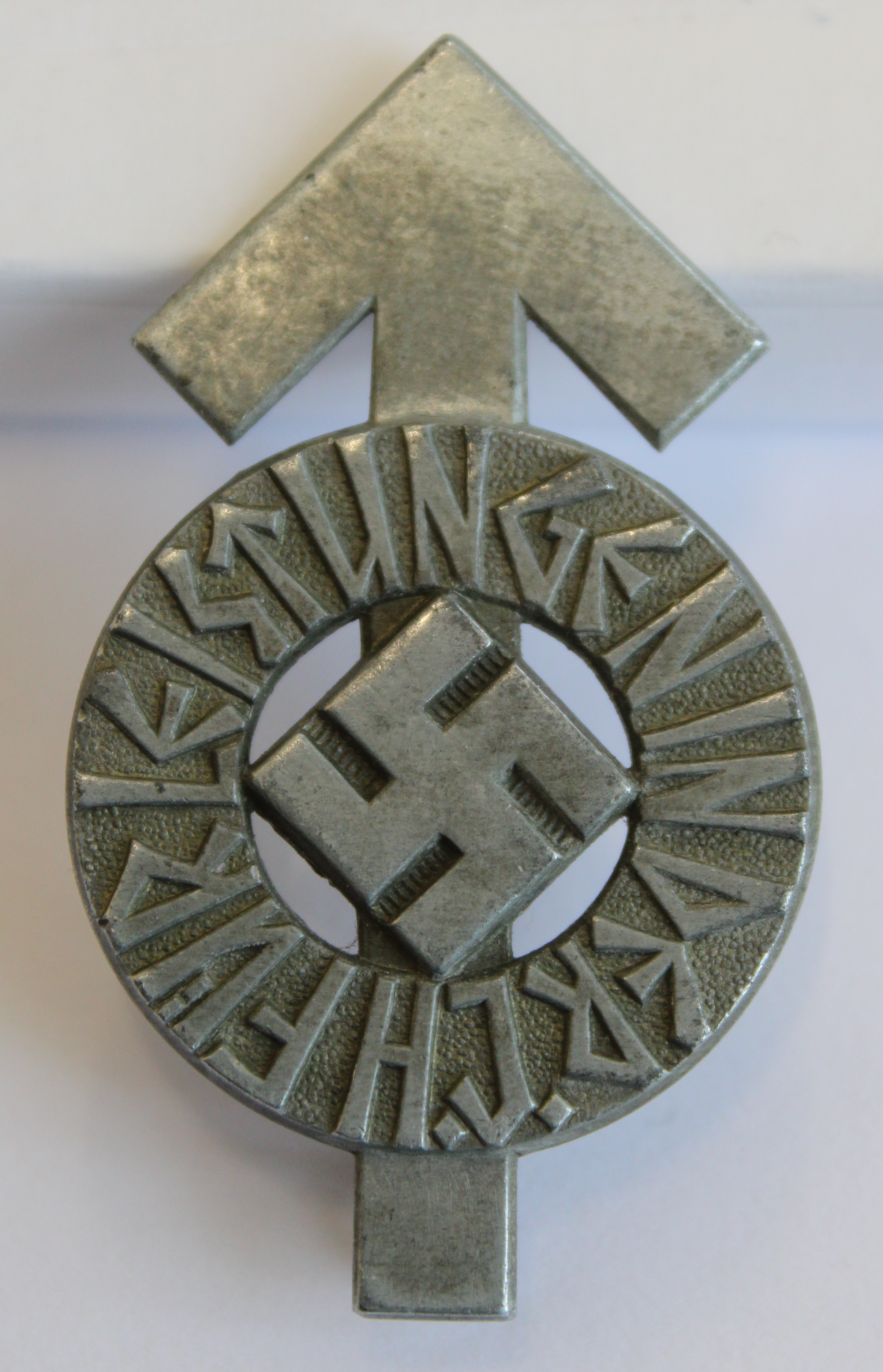
Нагорода за спортивні досягнення членів «Гітлер'югенд»
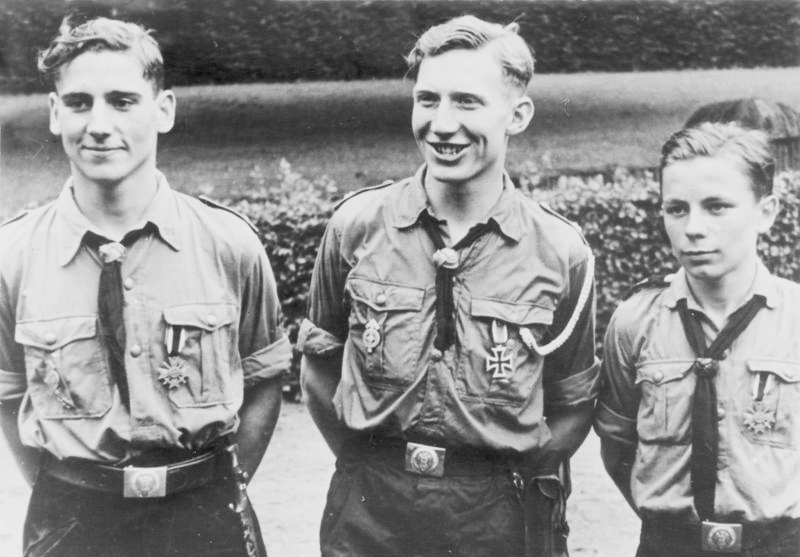
Члени «Гітлер'югенду», на грудях середнього спортивний знак з руною «Тейваз»
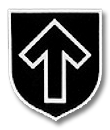
Емблема 32-ї добровольчої гренадерської дивізії СС «30 січня»
Емблема «Північного руху опору»

## Сучасне використання

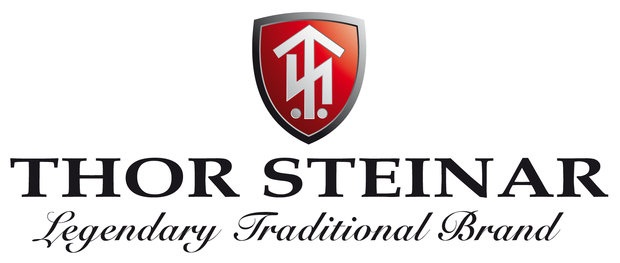
Німецька марка одягу «Thor Steinar»

У 1999 році у Німеччині з'явилася марка одягу «Thor Steinar». Логотип використовуваний маркою є поєднання рун «Тейваз» та «Ейваз». У 2004 році почалося слідство стосовно використання рунічних символів, які подібні до символіки заборонених організацій § 86a Abs. 2 Satz 2 StGB. У 2005 році винесене рішення, що використання логотипу не суперечить закону.

## Цікаві факти

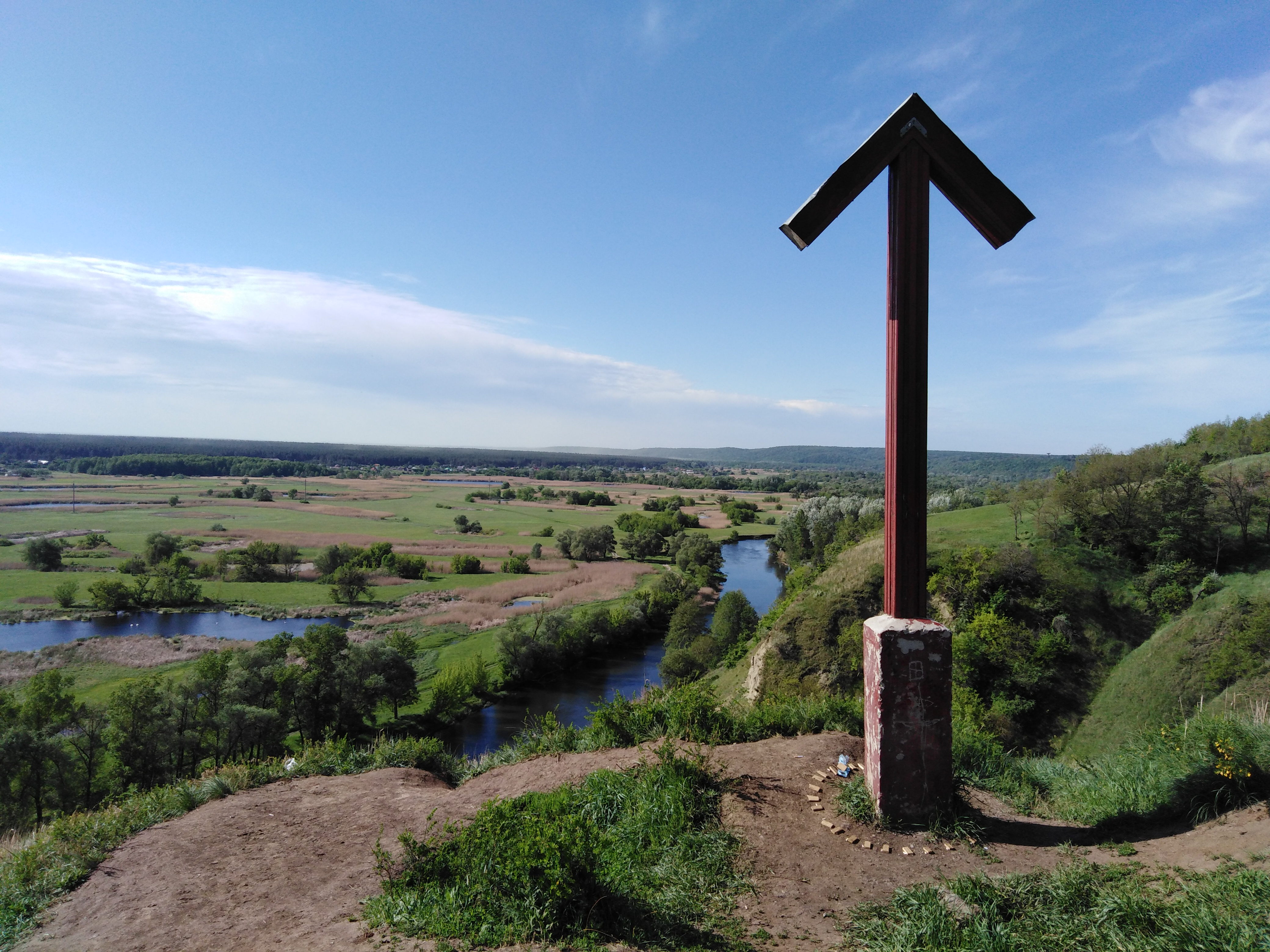
Зміївські кручі (високі береги річки Сіверський Донець), улюблене місце відпочинку зміївчан.

У місті Зміїв (Харківська область), у місцині на високому березі річки Сіверський Донець, яка носить назву Зміївські кручі, встановлена інсталяція подібна за виглядом до руни.